# Władysław Denhoff

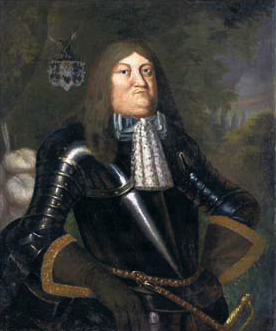
Władysław Denhoff

Wappen derer von Dönhoff

Władysław Denhoff (* 27. Juli 1639; † 7. Oktober 1683 in Parkan) war Kastellan von Kulm, Woiwode von Pommerellen, Schatzmeister Königlich Preußens.

## Familie
Graf Władysław Denhoff entstammte der Familie Dönhoff und war ein Sohn des Grafen Gerhard Dönhoff († 1648) und der Herzogin Sibylle Margarethe von Brieg († 1657). Er war vermählt mit Joanna Konstancja Sluszka († 1733), mit der er eine Tochter und den Sohn Graf Stanislaw Ernest Denhoff († 1728) hatte.

## Leben
Denhoff war im Jahre 1664 Oberst Kommandeur eines Regiments zu Fuß, anschließend Kommandant der königlichen Wache.
1668 war er Kämmerer, 1677 Kastellan von Kulm und selben Jahres Woiwode in Pommerellen, dann Schatzmeister im Herzogtum Preußen sowie 1679 Starost von Berent, Skarszew und Lignowski.
In den Jahren 1671 bis 1676 war Denhoff Abgeordneter im Sejm für die Provinz Pommerellen. Weiterhin war er ein Berater Johann III. Sobieskis, insbesondere in baltischen Fragen.
Er nahm an vielen Feldzügen in die Grenzgebiete Polen-Litauens teil, ebenso an der Schlacht am Kahlenberg, ist dann aber in der Schlacht bei Párkány in Felde geblieben. 
Denhoff wurde in der Familienkapelle am Jasna Góra in Tschenstochau bestattet.